# 西台 (伊丹市)
西台（にしだい）は、兵庫県伊丹市の町名。現行の行政地名は西台一丁目から西台五丁目。住居表示実施済み区域。2011年（平成23年）10月1日現在の人口は4,033人。郵便番号664-0858。

## 地理
伊丹市中央部。北を船原、北東の一点を宮ノ前、東を中央、南東の一点を平松、南を梅ノ木、南西の一点を鈴原町、西を行基町と接する。
町内の全域が伊丹市立伊丹小学校および北中学校の校区に属する。

### 地価
住宅地の地価は、2014年（平成26年）1月1日の公示地価によれば、西台3-2-8の地点で23万円/m2となっている。

## 歴史
旧大字伊丹の西部に当たる地域。江戸時代に酒造業で繁栄した伊丹郷町の郊外に広がる田園地帯であったが1920年（大正9年）に阪急伊丹線が開業して以降は商業区域化が進み、現在まで伊丹市の経済における中心地的な役割を担っている。
1959年（昭和34年）に住居表示を実施した際は行基町の一部であったが、1975年（昭和50年）に行基町の東部を分離して独立した町丁となった。1995年（平成7年）、阪神・淡路大震災で阪急伊丹駅が倒壊する大きな被害を受ける。現在の駅ビルは1998年（平成10年）に完成し、新規にバスターミナルが整備された。

### 地名の由来
江戸時代に夕陽の名所として知られていた西台（にしんだい）の名を取って命名された。

## 交通
鉄道
- 阪急伊丹線
  - 伊丹駅

JR伊丹駅は東に約750メートルほど離れている。
道路・バス
町内の北側を334号線が、行基町との境界に沿って兵庫県道332号線が走っており行基町・船原と接する一ツ橋（旧小字）が両道の交差点となっている。阪急伊丹駅北口が伊丹市交通局のバスターミナルになっており、市内各所への路線バスが発着する。

## 施設
- 阪急伊丹駅ビル・Reita
  - 三菱UFJ銀行伊丹支店
  - みなと銀行伊丹支店
  - 池田泉州銀行伊丹支店
  - いかりスーパーマーケット伊丹店
  - マツヤデンキ伊丹店
- みずほ銀行伊丹支店
- 尼崎信用金庫伊丹支店
- 伊丹市共同利用施設西台センター
- 社会福祉法人有岡協会有岡乳児保育所

1971年（昭和46年）より阪急伊丹駅西口にジャスコが出店していたが、1995年の震災により建物が損傷し閉店を余儀なくされた。7年後の2002年（平成14年）、ダイヤモンドシティテラス（現イオンモール伊丹）がJR伊丹駅近郊に再進出している。